# Charles Barès
Pour les articles homonymes, voir Barès.
Charles Barès est un homme politique français né le 27 novembre 1872 à Saint-Gaudens (Haute-Garonne) et décédé le 17 janvier 1938 dans la même ville.
Docteur en droit, il devient avocat à Saint-Gaudens en 1899. Conseiller municipal de Saint-Gaudens de 1900 à 1908, conseiller général de 1910 à 1919, il est député de la Haute-Garonne de 1919 à 1924, inscrit au groupe de l'Entente républicaine démocratique. 

## Sources
- « Charles Barès », dans le Dictionnaire des parlementaires français (1889-1940), sous la direction de Jean Jolly, PUF, 1960 [détail de l’édition]